# Wspólnota Młodej Polonii
Wspólnota Młodej Polonii (WMP) - organizacja młodzieżowa działająca od 15 września 2002 przy Polskiej Macierzy Szkolnej na Białorusi. Głównym celem WMP jest "kultywowanie polskiej kultury i tradycji narodowych oraz działanie na rzecz środowiska polskiego".